# لوانشيا
لوانشيا هي مدينة، في زامبيا، تقع في كوبربيلت، بلغ عدد سكانها 117,579 نسمة وذلك حسب إحصائيات سنة 2008.

## أعلام
- جاك تشاندا
- برنارد تشاندا
- جون ادمون
- أنتوني جرايلنج
- كولينز مبيسوما